# Korkeakupu
Korkeakupu (svenska: Högkobben) är en klippa i Finland.   Den ligger i kommunen Helsingfors i den ekonomiska regionen  Helsingfors  och landskapet Nyland, i den södra delen av landet, 7 km sydväst om huvudstaden Helsingfors.
Terrängen runt Korkeakupu är platt. Havet är nära Korkeakupu åt sydost.  Närmaste större samhälle är Helsingfors, 7,0 km nordost om Korkeakupu. 